# Scintillona hyalina
Scintillona hyalina is een tweekleppigensoort uit de familie van de Galeommatidae. De wetenschappelijke naam van de soort is voor het eerst geldig gepubliceerd in 1856 door Deshayes.